# Chiesa di Sant'Andrea Apostolo (Sant'Andrea di Gorizia)
La chiesa di Sant'Andrea Apostolo è la parrocchiale di Sant'Andrea di Gorizia, in provincia ed arcidiocesi di Gorizia; fa parte del decanato di Sant'Andrea di Gorizia.

## Storia

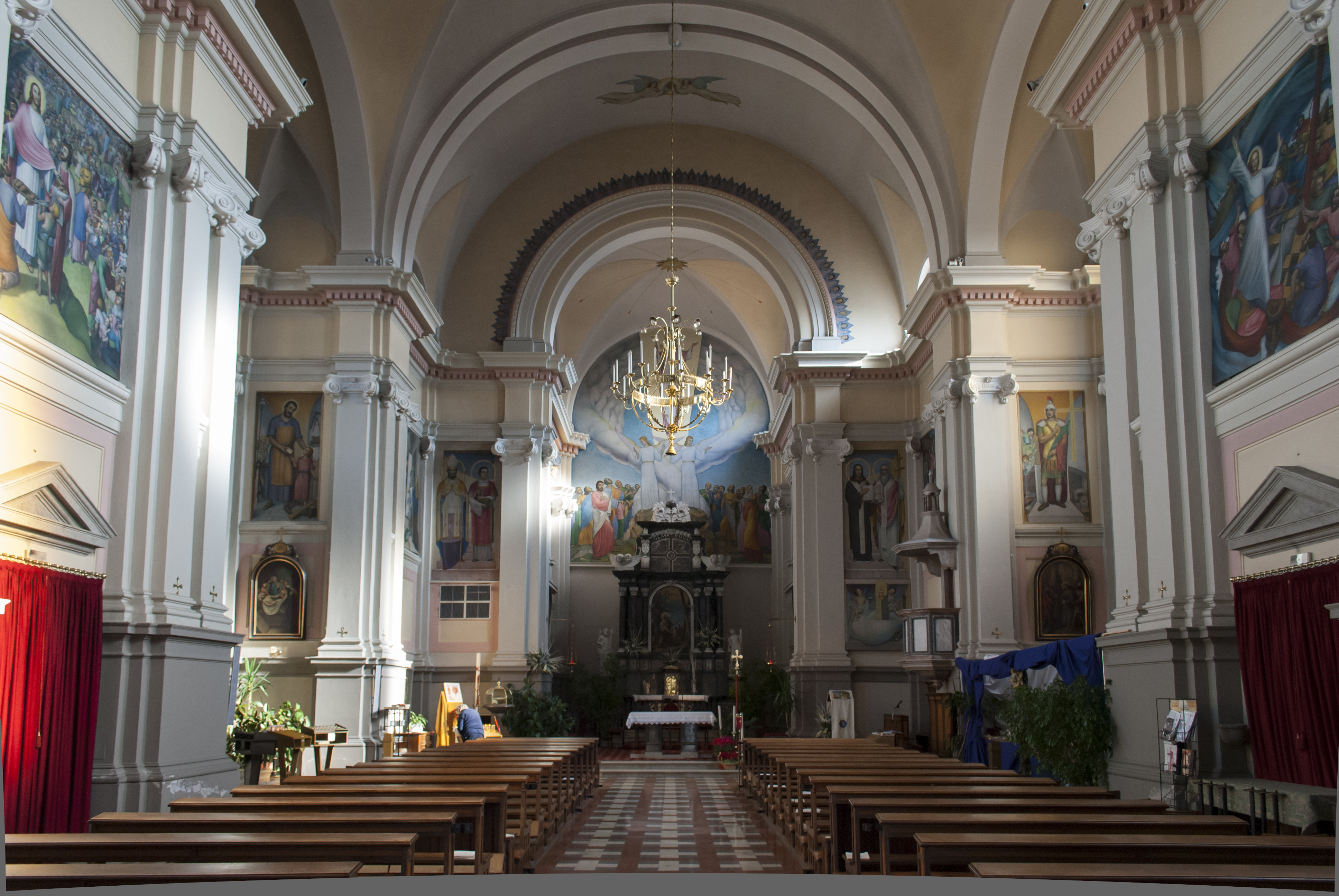
L'interno della parrocchiale

Si sa che a Sant'Andrea fu edificata una cappella nel 1663. Detto edificio fu demolito nel 1900 per far posto alla nuova chiesa, progettata da tale Hans Pascher di Graz. Durante gli eventi bellici del 1916-17 la chiesa di Sant'Andrea venne parzialmente distrutta. L'edificio fu ricostruito tra 1921 e il 1923 su progetto di Max Fabiani, con una spesa pari a 950.878,83 lire. La chiesa venne riconsacrata il 29 giugno 1923 dall'arcivescovo di Gorizia e Gradisca Francesco Borgia Sedej. La parrocchia di Sant'Andrea di Gorizia fu eretta nel 1924.

## Descrizione

### Campanile
Il campanile, alto 46 metri, ospita tre campane, restaurate nel 1922 dalla fonderia Francesco Broili di Udine.